# Boissy-le-Châtel
Boissy-le-Châtel település Franciaországban, Seine-et-Marne megyében. Lakosainak száma 3313 fő (2022. január 1.). Boissy-le-Châtel Saint-Germain-sous-Doue, Saint-Denis-lès-Rebais, Aulnoy, Chailly-en-Brie, Chauffry és Coulommiers községekkel határos.

## Népesség
A település népességének változása:
| Lakosok száma | 3105 | 3126 | 3190 | 3151 | 3182 | 3216 | 3249 | 3285 | 3313 |
|               | 2013 | 2015 | 2016 | 2017 | 2018 | 2019 | 2020 | 2021 | 2022 |